# Steve Bennett

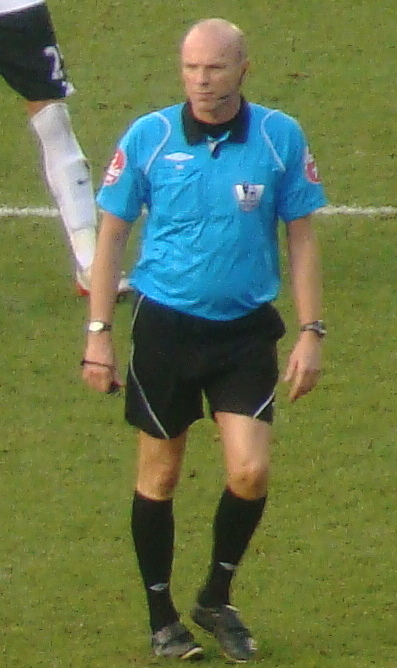
Steve Bennett im November 2009

Stephen „Steve“ Graham Bennett (* 17. Januar 1961 in Farnborough, bis 1965 Grafschaft Kent, England) ist ein ehemaliger englischer Fußballschiedsrichter.
Bennett ist von Beruf Lehrer und war ab 1984 Schiedsrichter. Ab 1995 pfiff er in der englischen Football League und ab 1999 in der Premier League. Ab 2001 war Bennett FIFA-Schiedsrichter. 2010 trat er zurück. 

## Besonderheiten
Bennett pfiff 2002 das alternative Endspiel zwischen Bhutan und Montserrat, welche die beiden letzten Plätze 202 und 203 der FIFA-Weltrangliste belegten, parallel zum Endspiel der Fußballweltmeisterschaft 2002 zwischen Brasilien und Deutschland. Das Spiel und seine Vorbereitungen wurden in dem Dokumentarfilm The Other Final festgehalten.